# Ken Diederich
Ken Jean-Pierre Diederich (* 18. Oktober 1977 in Luxemburg (Stadt)) ist ein luxemburgischer Basketballtrainer und ehemaliger -spieler.

## Werdegang

### Spieler
Diederich spielte zunächst für T71 Dudelange. 15 Jahre lang trug er die Farben der AB Contern, wurde mit dem Verein dreimal luxemburgischer Meister sowie einmal Pokalsieger. Zum Abschluss spielte er 2010/11 für Basket Esch.
Während seiner Spielerlaufbahn trat Diederich mit Dudelange und Contern auch in Europapokalwettbewerben an. Seine Stärke als Spieler war der Dreipunktewurf. Diederich war luxemburgischer Nationalspieler.

### Trainer
2012 wurde Diederich Trainer des BBC Amicale Steinsel. Im Januar 2016 übernahm er zusätzlich zu seiner Tätigkeit in Steinsel das Amt des Trainers der luxemburgischen Nationalmannschaft. Steinsel führte Diederich bis 2018 jeweils dreimal zum Gewinn der luxemburgischen Meisterschaft und des Pokalwettbewerbs.
Im Mai 2019 wurde Diederich als neuer Trainer von T71 Dudelange vorgestellt. Er blieb zwei Jahre im Amt. In der Saison 2020/21 wurde er mit T71 luxemburgischer Meister.
Im Herbst 2021 trat er eine hauptamtliche Stelle beim luxemburgischen Basketballverband an, die eigens für ihn geschaffen wurde. Neben seiner Aufgabe als Trainer der Nationalmannschaft übernahm Diederich die Gesamtleitung des männlichen Leistungssports innerhalb des Verbands, darunter die Arbeit mit Nachwuchsspielern und die Zusammenarbeit mit Vereinen.

## Familie
Diederichs Eltern waren Basketballspieler, Vater Claude betreute T71 Dudelange zeitweise als Trainer. Diederichs Tante heiratete den US-Amerikaner Joe Lyons, der in den 1970er Jahren in Dudelange spielte.